# カール・ミュンヒンガー
カール・ミュンヒンガー（Karl Münchinger, 1915年5月29日 - 1990年3月13日）は、ドイツの指揮者である。ヘルマン・アーベントロートに師事したのち、シュトゥットガルト室内管弦楽団を主宰した。ミュンヒンガーとシュトゥットガルト室内管弦楽団によるバロック音楽の演奏は高く評価されたが、ニコラウス・アーノンクールに代表されるオリジナル楽器と歴史的奏法を重視する指揮者が台頭すると、時代遅れとみなされるようにもなった。

## 生い立ち
1915年5月29日、ドイツのシュトゥットガルトにて生まれる。母は宗教的な家庭に育った人で「教会音楽なら勉強しても良い」「（音楽は）神の栄光のためのものでなくてはならない」と語っていた。父は早くに他界したためミュンヒンガーは記憶にないと語っている。
5歳よりピアノを始め、同時期に双子の弟もヴァイオリンを始めたが、ピアノと違って音を自分で作り出す必要があるという点にひかれ、6歳になってヴァイオリンも始めた。

## 学生時代

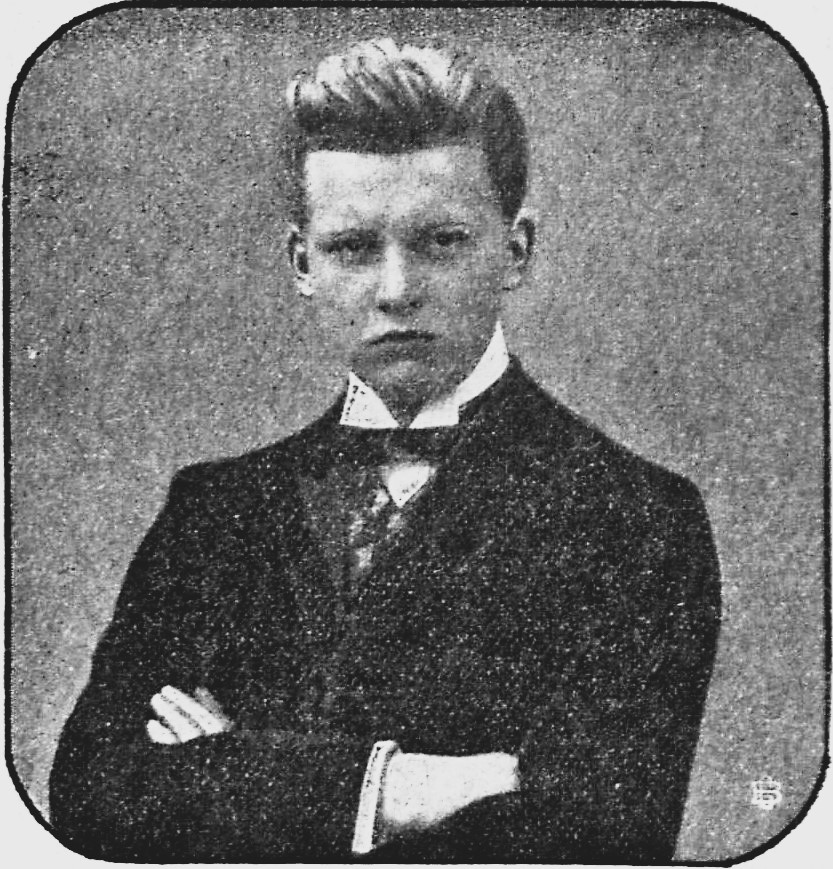
指揮の師ヘルマン・アーベントロート (1905年頃)

学校に通い始めた頃にはすでにヴァイオリンを弾けるようになっていたので、入学と同時にオーケストラに所属した。その後シュトゥットガルト大学に進み、6年間の学生生活の傍ら、シュトゥットガルト教会のオルガニストと合唱指揮者を務めた。また、ヴァイオリン、ピアノ、オルガンの個人指導も行った。
学生生活を送るなかで「指揮者になりたい」という想いが募り、母に相談するも「短いスカートを履いた娘たち（バレリーナやオペラの歌手を指す）の指揮者」になることを反対され、学費は出さないと言い渡された。
その後ミュンヒンガーはライプツィヒに渡り、自分で学費を稼ぎながら指揮者ヘルマン・アーベントロートに師事した。アーベントロートが指揮をしていたライプツィヒ・ゲヴァントハウス管弦楽団を指揮する機会もあったが、「ピアノを使わずにスコアの音像を把握せよ」という師の要求には苦労したと語っている。なお、アーベントロートの他にも、指揮者のヴィルヘルム・フルトヴェングラーやクレメンス・クラウスに影響を受けた。

## キャリア初期
学生生活を終えて、ミュンヒンガーは1941年から1943年にかけてハノーファー交響楽団の指揮者を務めた。しかし苦労も多く、首席指揮者の代理でモーツァルトの『交響曲第41番「ジュピター」』を指揮しなくてはならなくなった時には、リハーサルの必要性を主張するも「この曲は手の内にある」と主張するオーケストラ団員には受け入れられず、結局のところ「合ったのは休止符のところだけ」という演奏会となった。この経験を通し、ミュンヒンガーは気の済むまで練習できる自分のオーケストラを設立することを望むようになった。
また、戦争の激化により、一時音楽活動から離れて従軍しており、捕虜となって帰還している。

## シュトゥットガルト室内管弦楽団

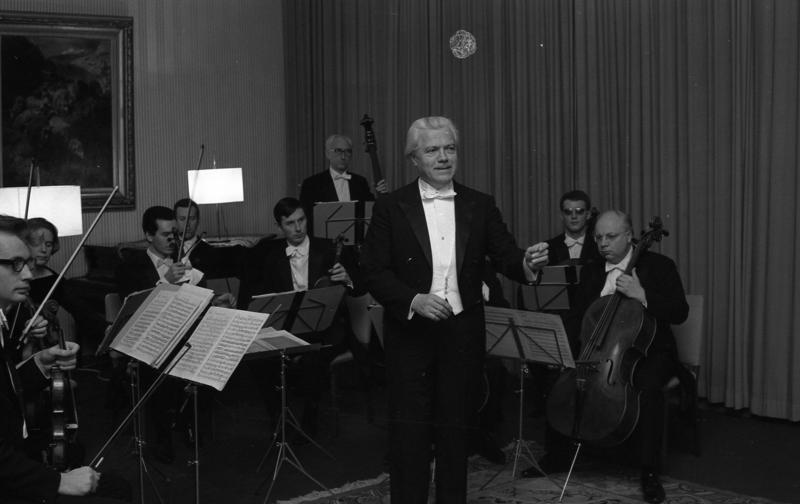
ミュンヒンガーとシュトゥットガルト室内管弦楽団 (1968年)

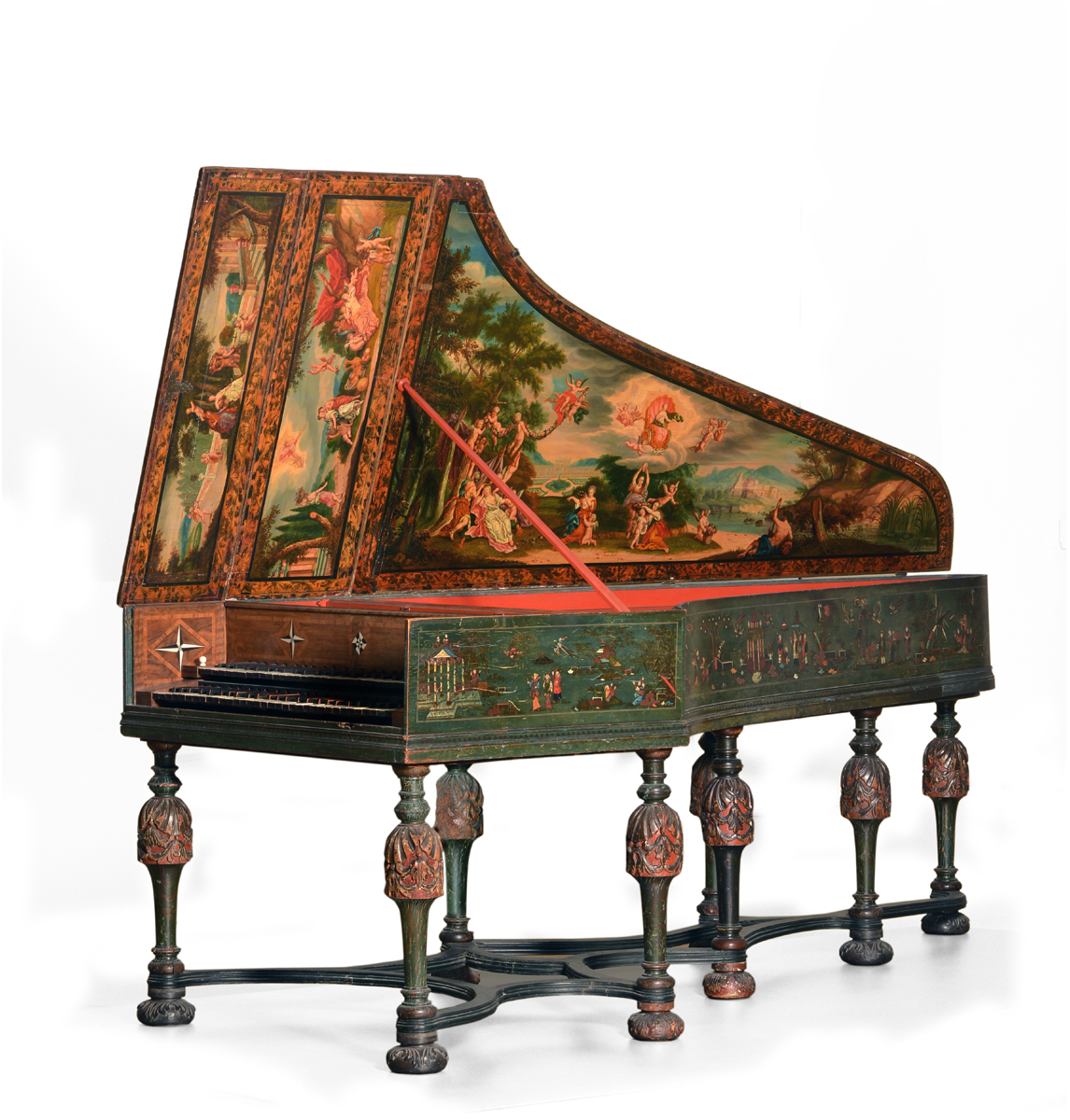
チェンバロ

シュトゥットガルト室内管弦楽団のために新作を提供した作曲家フランク・マルタン (1959年)

第二次世界大戦が終結した1945年、ミュンヒンガーは自身のオーケストラを作りたいという思いを実行に移し、音楽好きの医者の助力を得ながらシュトゥットガルト室内管弦楽団を設立した。苦労も多く、「日々の金にもことかく有様」であったなかドイツとオーストリアから団員を集めたり、戦争で破壊された建物のなかから練習場所を探したり、指揮台を自作したりした。さらには楽譜を書き写す必要もあり、たまたま入手した、手稿の写真をコピーしたものを写譜したりしたが、この経験を通しミュンヒンガーは「原譜にできるだけ忠実に演奏すること」を志向するようになった。
特にミュンヒンガーは、バロック時代の段階的ディナーミック（テラッセン・ディナーミック）に関する理解を深めたと語っている。段階的ディナーミックとは、ミュンヒンガー曰くオルガンやチェンバロを意識したディナーミックのことで、ピアノからフォルテへの移行が連続的でなく断続的に行われるものであるとされる。ミュンヒンガーは「バッハと彼の同時代の人々は、これによってディナーミックの可能性が制限をうけているとは思っていなかったのです。テラッセン・ディナーミックは彼らにとってはそれ相応の内的必然性があったのです。彼らは、このディナーミックの法則をオーケストラにも、無伴奏合唱曲にも、適用していました」と述べており、バッハの演奏にはモダン・ピアノでなくチェンバロを使うべきだとしている。
ミュンヒンガーはシュトゥットガルト室内管弦楽団でこの知見を活かそうとしたが、当初はオーケストラから反発され、ストライキも生じたという。この時期についてミュンヒンガーは「いわゆる個人的で主観的な表現が、客観的な音楽現象に道を譲るようになるには数ヶ月の厳しい訓練が必要でした」と語っている。ミュンヒンガーのリハーサルは厳しく、パリでの練習を見学した読売新聞の記者は「見学しているこちらがつらくなる程だが、これだけ激しくきたえられるからこそ、あの見事なアンサンブルが生まれるのだとうなずける」と記している。また、海外ツアーにおいて逃亡する団員もいた。ミュンヒンガーは「規律による訓練が一番大切です。どの一人の独奏者もアンサンブルの中の自分の役割と、解釈された作品の内容をすみずみまで理解して演奏しなければならない。つまりオーケストラの全員が一体になって意思を完全に表現するのです。私は優秀なソリストと団員に助けられている」と語っている。
また、シュトゥットガルト室内管弦楽団はバロック・オーケストラを志向しており、「対位法的なものとか複雑なポリフォニーを透明に、明確に演奏することができない」とミュンヒンガーが評した「モダン・オーケストラ」とは一線を画すとされた。ミュンヒンガーは、バッハの時代は大きなオーケストラが用いられていなかった故に「バロック時代に大きな音は考えられていなかった」という意見であった。ミュンヒンガーは「私は二つの目的のために1945年（にオーケストラを）設立した。かつて私は大きなオーケストラを指揮していたがこれだと完全なアンサンブルを作り出す事ができない。心ゆくまでアンサンブルの練習をしたいというのが目的の一つだ。もう一つの目的は大きなオーケストラではバロックやウィーンの古典の本当の味が出せないことだ。私は2つの目的が達成されたと思っている」と語っている。
その結果、シュトゥットガルト室内管弦楽団の編成はヴァイオリン8人、ヴィオラ4人、チェロ3人、コントラバス1人の計16人となり、曲によって管楽器奏者が随時追加されたバッハ、ヘンデルなどのバロック時代の作品を中心に演奏し、オーケストラの編成が拡大したロマン派以降の作品は基本的に取り扱わなかったが、小編成用の新作を作曲家に依頼することはあり、フランク・マルタンが『パッサカリア』を作曲したりしている。なお、シュトゥットガルト室内管弦楽団は、作曲当時（バロック時代）と同様に20人前後で演奏するスタイルの先駆けであるとされている。

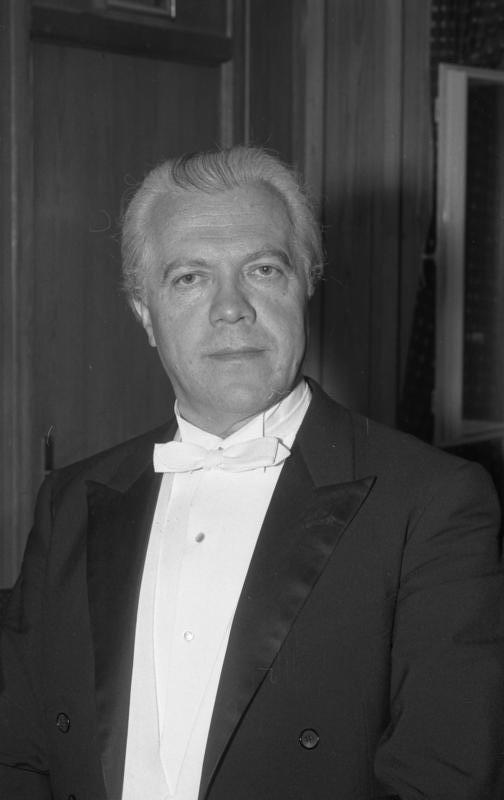
1968年、ボンにて

ミュンヒンガーとシュトゥットガルト室内管弦楽団は、イタリアのイ・ムジチ合奏団とともに第二次世界大戦後のバロック音楽ブームの火付け役であるとされている。両者の組み合わせは集客率も高く、音楽評論家の樋口隆一は、留学先のテュービンゲンの大学講堂で開かれたコンサートに「大学や街の重要人物の多数が出席」したと語っており、さらには「普通の演奏会ではついぞ会うことのなかった顔見知りの肉屋の夫婦」まで聴きにきていたという。シュトゥットガルト室内管弦楽団の首席ヴィオラ奏者を務めた林徹也曰く、ヨーロッパだけでなく世界中で同じような状況であったという。そのため、ドイツ領事館など、政治的な場で演奏をすることもあった。ローマ教皇、イギリス女王など、多くの君主や元首の前でも演奏している。
オーケストラは1948年にフランスへの演奏旅行を行い、1950年にはスペインとイギリスを訪れている。なお、ロンドンでの演奏会の際にはエーリヒ・クライバーが舞台裏を訪れ、演奏を称賛した。他にも中南米、イタリア、スイス、オランダ、ベルギー、インドなどを訪れている。1956年には西ドイツ政府の音楽使節として訪日し、読売新聞社が主宰し、ドイツ大使館が後援した全国ツアーで日本各地を訪れた。その際にはミュンヒンガー夫婦、マネージャーのフリードリッヒ・ベック、オーケストラメンバー共々歌舞伎座で菊五郎劇団の「なよたけ」を鑑賞している。また、広島の平和公園の原爆慰霊碑に詣で、原爆資料館を訪れたり、皇居内楽部で雅楽も鑑賞したりした。なお、日本での最終公演ではハイドン作曲の「告別」が演奏された。
1987年にミュンヒンガーは健康上の理由で音楽監督を辞し、1990年3月13日に死去した。なお、ミュンヒンガー死後の1995年には、結成50周年を記念したワールド・ツアーが行われた。

## その他の指揮活動
ベルギーやフランスのオーケストラにも客演しており、ウィーン・フィルハーモニー管弦楽団も何度か指揮している。ウィーン・フィルはミュンヒンガーがシュトゥットガルト室内管弦楽団に次いで多くの録音を残した団体でもあり、両者による録音は50年代から70年代に及んでいる。中でもハイドンの『交響曲第104番「ロンドン」』のディスクは「往年の定盤」と評されている。
また、1966年にはシュトゥットガルト室内管弦楽団の拡大版である、シュトゥットガルト古典フィルハーモニー管弦楽団を組織した。

## 家族
バッハの『マタイ受難曲』の演奏の際に知り合ったアルト歌手と結婚した。妻は演奏旅行にも同行し、事務作業をこなした。

## 評価

ミュンヒンガーとシュトゥットガルト室内管弦楽団を称賛した指揮者エーリヒ・クライバー (1900年)

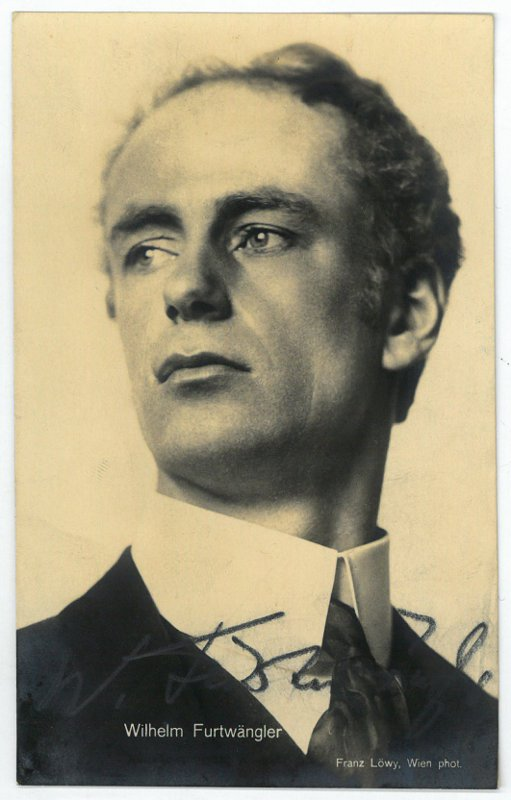
ミュンヒンガーを自身の後継者に希望した指揮者ヴィルヘルム・フルトヴェングラー (1912年頃)

ミュンヒンガーが受賞した、ドイツ連邦共和国功労章大十字勲章

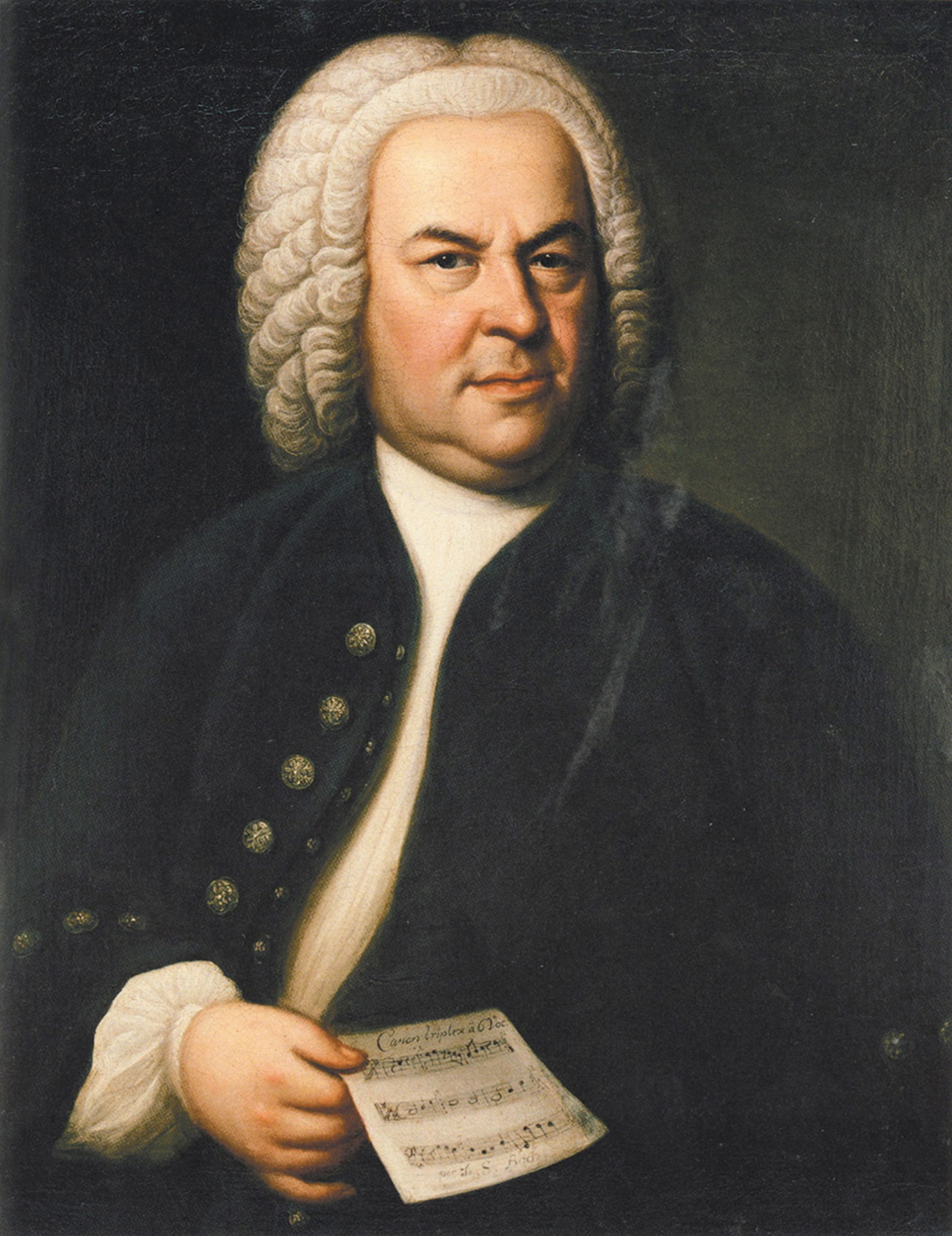
作曲家ヨハン・セバスチャン・バッハ。ミュンヒンガーのバッハ演奏は評価されたが、批判もあった。

### 肯定的な評価
- 指揮者のエーリヒ・クライバーは、1950年のシュトゥットガルト室内管弦楽団とのロンドン公演に際し「これこそドイツのオーケストラです。すぐにわかりました」「今の演奏は実にすばらしい。小細工をしていない。ほんとうのバロック音楽だ」と述べている[14]。
- ベルリン・フィルハーモニー管弦楽団の音楽監督を務めた指揮者ヴィルヘルム・フルトヴェングラーは、自身の後継者としてミュンヒンガーを希望していた[42]。
- 1954年のシュトゥットガルト室内管弦楽団とのシカゴ公演に接した植村攻は「見事なアンサンブルで、一音一音が明快を極めながら、要所要所は情感を込めて美しく歌われ」「珠玉のような演奏」だったと語っている[43]。
- 大嶋逸男は、ミュンヒンガーが1984年にシュトゥットガルト室内管弦楽団と録音した、アルビノーニ作曲『オルガンと弦楽合奏のためのアダージョ ト短調』について以下のように評している[44]。

- イギリスのデッカに録音したバッハ作曲『ブランデンブルク協奏曲』のディスクは、1951年のフランス・ディスク大賞を受賞した[7]。
- 画家の岡鹿之助は、ミュンヒンガーの演奏について以下のように評している [45]。

- ドイツ連邦共和国功労章である大十字勲章を贈られている[46]。
- 1956年の訪日公演に際し、堀内敬三は「このオーケストラはこれまでレコードできき、魅せられていたが、きょうの演奏をききほれぼれした。ポピュラーな曲はかえってむずかしいものだがこれをこなすミュンヒンガー氏の指揮ぶりにはすっかり感心した」と語った[47]。
- 1956年の訪日公演に際し、当時東京フィルハーモニー管弦楽団の専属指揮者を務めていた渡辺暁雄は「自然な音ばかりを使い、決して無理をしない。音は切れ目なく流れるようにつながっていてまったく美しく感じた。室内とステージとで演奏方法を使いわけているのかもしれない」と語った[47]。
- 1956年の訪日公演に際し、国立音楽大学教授の有坂愛彦は「整然としたアンサンブルの統一...これがずば抜けている。日本の音楽界には非常な勉強になろう」と語った[47]。
- 1956年の訪日公演に際し、大岡昇平は「バッハをやかましく弾くのは日本の選抜チームにも出来そうに思われるが、シュツットガルトのドイツ人のように『味をもって』演奏することは遺憾ながら望めない」と記した[48]。

### 否定的な評価
- 上述の植村はミュンヒンガーの癖として指揮をしながら足を引きずることを指摘し、「その音を嫌がる人もいた」と述べている[49]。また、シカゴでのコンサートにおいて、シュトゥットガルト室内管弦楽団のマネージャーらしき人物が演奏前に行なった「今日はアメリカの皆様に、ドイツの音楽を、ドイツの音楽家による演奏でお聴かせします」というスピーチに対し、優生思想的だという批判があったことを記している[15][43]。
- 松本大輔は、ミュンヒンガーとシュトゥットガルト室内管弦楽団による、1958年のヴィヴァルディ『四季』の録音（3度にわたる同曲の録音のうち2つ目）について過激さは皆無、解釈も極めて普通。なのに何から何まで異常なのである。人によってはこの演奏のことを『楷書的』とか『格調高い』とか『ドイツ的』と言うかもしれない。まあ、確かにそうである。しかしこんなにも非・流暢で、非・人間的で、非・ロマンティックで非・情熱的な『四季』は聴いたことがない。まるっきりシカクシメン。メトロノームが演奏してるよう。まるで独裁者が組織した軍隊の『四季』。あるいは地球に侵略してきたロボット軍団の『四季』。血も涙もユーモアも愛情もない。もちろん演奏中にニヤリとすることさえ許されない、冷徹で、しかし完璧な演奏ヴェネツィアの退廃的自由やら、イタリアの陽気さやら、貴族的な趣味の良さやら、そうしたものはすべてそぎ落とされている。と評しつつも、「あんまり面白いので何回も聴いてしまった」と述べている[12]。
- 音楽評論家の樋口隆一は1990年に、ミュンヒンガーのバロック音楽演奏について「『軽量化』の一途をたどった近年のバロック音楽の演奏スタイルには逆行するものであったことも確かである」「アーノンクール、ホグウッド、ピノックといったオリジナル楽器と歴史的奏法を尊重する指揮者たちの率いる団体の台頭と共に、特にレコードの世界におけるミュンヒンガーの存在は、しだいに影の薄いものとなったことは否めない。とりわけレコードが演奏家の知名度を決定する度合いの大きな日本の市場においては、その傾向が誇張されたと思う」と述べている[4]。また、ミュンヒンガーのレコーディングについては「全盛期には『マタイ受難曲』の名盤をはじめ、おびただしい数のレコードがあったと記憶するが、現在のカタログを見るかぎり、それらのほとんどは日本の市場から姿を消してしまった。CD時代の余波なのだろうが、新しいレコーディングがそれほど多くなかったこともたしかだ。もうかれこれ20年くらい、ミュンヒンガーは病気がちだったからである」と語っている[4]。
- 1972年に訪日したミュンヒンガーの公演に接した磯山雅は、その演奏について「もはや昔日の面影はなかった」と評し、ミュンヒンガーの死後にバッハの録音を聞き直した際には「全く面白くなかった」と語っている[50]。磯山はその原因について以下のように語っている[50]。年齢的な条件もあるだろうし、時代の変化もあるだろう。だがもっとも根本的なことは、彼の解釈である。すなわちミュンヒンガーは、バッハの音符を、すべて均一にーーそれも、これがオレの主義だといわんばかりに、頑固に均一にーー演奏しているのである。その結果、楽譜をあたかも紙のまま音にしたような、妙に表面的な演奏ができあがっている。要するにミュンヒンガーは、「楽譜に忠実」という新即物主義の色褪せたスローガンを、今日までひきずり続けたのである。